# Orléans-Rothelin
La nobile famiglia Orléans-Rothelin nacque da un ramo illegittimo della casa Orléans-Longueville.

## Storia
Il nome della famiglia deriva dal Marquis de Rothelin (o Rottelin ), derivato dalla Casa di Baden e quindi dalla famiglia Orléans-Longueville. Il titolo si traduce come "Margravio di Rötteln" e si riferisce al Marchesato Hachberg-Sausenberg con sede nel Castello di Rötteln, tuttavia, non ha mai avuto nulla in comune con la dinastia Orléans.
Il nome risale a Rodolfo IV ( 1426/27-1487 ), margravio di Hachberg-Sausenberg e conte di Neuchâtel della casa di Baden. Suo figlio Philip ("Philippe de Hochberg , marchese di Rothelin ") fu al servizio francesi e divenne maresciallo della Borgogna e Governatore della Provenza. Dal suo matrimonio con Marie di Savoia nacque soltanto la figlia Johanna, che portò alla conseguenza che il marchesato tornò di nuovo alla linea principale dei Baden .
Johanna, sposò Luigi I d'Orléans-Longueville il quale, Jure uxoris divenne Marquis de Rothelin, combatté a nome di sua moglie per ottenere l'eredità con il margravio di Baden e chiese (senza successo) il mantenimento del Marchesato sostenuto dall'appoggio del re di Francia e di alcuni altri vassalli.
Dopo la morte di Johanna nel 1543, il suo unico figlio superstite, Francesco assunse il titolo di Marchese.
Dopo varie altre peripezie la famiglia si estinse nel 1818 con Françoise-Dorothée, contessa de Rothelin, moglie dello statista Timoléon de Cossé - Brissac. Non esiste alcun rapporto, tuttavia , con l'immaginario Eugène de Rothelin personaggio dell'opera di Adélaïde de Souza.

## Genealogia parziale
Henri Auguste d'Orléans-Rothelin (1624-1698) - sposò Marie Le Bouteiller de Senlis (? - 30 giugno 1669):
1. Henri, marchese de Rothelin, barone de Varenguebec, conte de Moucy, signore de Criquetot-L'Esneval - sposò Gabrielle Eléonore de Montault (1656 - 1698):
  1. Françoise Gabrielle (1676 - dopo il 1711), religiosa
  2. Suzanne (1677 - ?)
  3. Philippe (25 settembre 1678 - 25 agosto 1715), marchese di Rothelin
  4. Radegonde (1679 - ?)
  5. Alexandre (15 marzo 1688 - 1764), marchese de Rothelin, conte de Moucy, barone de Varenguebec, signore de Feroles, d'Herbault et de Chey - sposò Catherine de Roncherolles:
    1. Marie Henriette (1744 - dopo il 1792) - sposò Charles Jules Armand, principe de Rohan (29 agosto 1729 - 18 maggio 1811): con discendenza;
    2. Françoise Dorothée (28 settembre 1752 - 29 novembre 1818) - sposò Giacinto Ugo Timoleone di Cossé-Brissac (8 novembre 1746 - 19 giugno 1813): con discendenza;

  6. Charles, membro de Académie française (5 agosto 1691 - 17 luglio 1744)
2. Marie Jeanne Catherine (? - 2 aprile 1668)